# Södermanlands läns norra valkrets
Södermanlands läns norra valkrets var i riksdagsvalen till andra kammaren 1911-1920 en särskild valkrets med tre mandat. Området uppgick från och med valet 1921 i Södermanlands läns valkrets.

## Riksdagsmän

### 1912–första riksmötet 1914
- Gustaf Gustafsson, lib s
- Axel Modig, lib s
- Evald Chrispin Kropp, s

### Andra riksmötet 1914
- Gustaf Gustafsson, lib s
- Evald Chrispin Kropp, s
- Carl Svensson, s

### 1915–1917
- Axel Modig, lib s
- Evald Chrispin Kropp, s
- Carl Svensson, s

### 1918–1920
- August Schill, lib s
- Adolf Hellberg, s
- Evald Chrispin Kropp, s (1/1–16/9 1918)
  - Carl Åhrberg, s (urtima riksmötet 1918–1920)

### 1921
- Erik Laurén, lmb
- August Schill, lib s
- Adolf Hellberg, s